# Randy Brooks
Frederick Randolph „Randy” Brooks  (ur. 30 stycznia 1950 w Nowym Jorku) – amerykański aktor telewizyjny i filmowy.

## Filmografia

### seriale TV
- 1982: Mork i Mindy jako Stan Jackson
- 1984: Posterunek przy Hill Street jako Marcus Peabody
- 1987: Prawnicy z Miasta Aniołów jako
- 1990: Pokolenia (Generations) jako Eric Royal
- 1991: Napisała: Morderstwo jako detektyw John Coop Jr.
- 1992–95: Żar młodości (The Young and The Restlesss) jako Nathan Hastings
- 1994: Grom w raju (Thunder in Paradise) jako Francois Macoute
- 1994–95: Inny świat (Another World) jako marszałek Lincoln Kramer III
- 1996: Wszystkie moje dzieci (Colors) jako Hayes Grady
- 1998: Nash Bridges jako policjant
- 1999: Sprawy rodzinne (Family Law) jako John Marker
- 2000: Potyczki Amy jako sędzia Sweeter
- 2001: Bez pardonu jako Bob Fahey
- 2000-2003: Prezydencki poker jako Arthur Leeds
- 2004: Prezydencki poker jako Lyle
- 2005: Prezydencki poker jako dziennikarz

### filmy fabularne
- 1986: 8 milionów sposobów, aby umrzeć (8 Million Ways to Die) jako Chance
- 1987: Zamach (Assassination) jako Tyler Loudermilk, współpracownik Killiona
- 1988: Barwy (Colors) jako Ron Delaney
- 1992: Wściekłe psy (Reservoir Dogs) jako Holdaway
- 2000: Projekt Merkury (Rocket's Red Glare, TV) jako Owen